# 海老名季貞
海老名 季貞（えびな すえさだ、生没年不詳）は、鎌倉時代の武将。

## 略歴
海老名氏は村上源氏を祖とする家系で源有兼が小野季兼を養子とし、相模国海老名郷に土着したことに由来する。1156年(保元元年)の保元の乱では源義朝に随行するも、1159年の平治の乱では平氏に仕えた。石橋山の戦いでは大庭景親に仕えた。